# 南山马氏宗祠
南山马氏宗祠，位于中国福建省清流县赖坊乡南山村，明万历七年（1579年）建，为合院式宫祠建筑，素朴端庄，保持明代建筑风格。由山门、堂前大坪、正堂等组成，面积910平方米。正堂面阔五间，进深七柱，穿斗抬梁混合式结构，悬山顶、两面坡。2009年11月16日公布为第七批福建省文物保护单位。